# マッドマン・エンターテインメント
マッドマン・エンターテインメント（Madman Entertainment Pty. Ltd.）は、オーストラリアとニュージーランドにおける長編映画、ドキュメンタリー、テレビ番組、アニメの配給と権利管理を行っているオーストラリアの企業。本社はビクトリア州イーストメルボルンに位置する。
2018年、マッドマンはファニメーションと提携関係を結んだが、2022年、マッドマンはファニメーションと提携関係を終了した。

## AnimeLab
AnimeLabは、かつて存在した日本のアニメのインターネット配信とサイマル放送を専門に扱うビデオ・オン・デマンドサービスであり、マッドマン・アニメ・グループがオーストラリアとニュージーランドの顧客を対象に運営していた。